# Tim Rieder
Tim Rieder (ur. 3 września 1993 w Dachau) – niemiecki piłkarz występujący na pozycji obrońcy lub pomocnika w VSG Altglienicke.

## Kariera klubowa
Grę w piłkę nożną rozpoczął w amatorskim klubie ASV Dachau z rodzinnego miasta Dachau w południowej Bawarii. W 2000 roku przeniósł się do akademii Bayernu Monachium, gdzie trenował przez 10 lat. W 2010 roku został graczem FC Augsburg i został włączony do składu zespołu U-19. W sezonie 2012/13 rozpoczął regularne występy w drużynie rezerw Augsburga, grającej na poziomie Regionalligi Bayern. W 2014 roku podpisał z klubem pierwszy profesjonalny kontrakt. 15 października 2016 zadebiutował w Bundeslidze w zremisowanym 1:1 meczu z FC Schalke 04, wchodząc na boisko w 90. minucie za Halila Altıntopa. W sezonie 2016/17 zaliczył łącznie 5 występów, w tym 2 w podstawowym składzie. Latem 2017 roku, z powodu braku szans na regularną grę w pierwszym zespole i wygranie rywalizacji z Martinem Hintereggerem i Jeffreyem Gouweleeuwem, ogłosił chęć zmiany klubu.
W styczniu 2018 roku został on wypożyczony na 6 miesięcy do Śląska Wrocław prowadzonego przez Jana Urbana. 10 lutego 2018 zadebiutował w Ekstraklasie w przegranym 1:2 spotkaniu przeciwko Cracovii. W rundzie wiosennej sezonu 2018/19 zanotował 13 występów i powrócił do FC Augsburg. Latem 2018 roku wypożyczono go na jeden sezon do SV Darmstadt 98, dla którego rozegrał 15 spotkań w 2. Bundeslidze. W sierpniu 2019 roku FC Augsburg wzmocnił linię defensywną zatrudniając Tina Jedvaja, Stephana Lichtsteinera i Felixa Uduokhaia, co znacznie oddaliło Riedera od gry w pierwszym zespole. We wrześniu 2019 roku na zasadzie rocznego wypożyczenia został graczem TSV 1860 Monachium (3. Liga).